# Чуденичі (Логойський район)
Чуденичі — (біл. вёска Чудзенічы), село (веска) в складі Логойського району розташоване в Мінській області Білорусі, підпорядковане Острошицькій сільській раді.
Село Чуденичі розташоване в центральних районах Білорусі, в північній частині Мінської області - орієнтовне розташування [Архівовано 25 грудня 2018 у Wayback Machine.].